# Radfeld
Radfeld est une commune autrichienne du district de Kufstein dans le Tyrol.